# Parlamentswahl in St. Lucia 1954
Die Parlamentswahl in St. Lucia 1954 (englisch General elections) waren die fünften Parlamentswahlen in St. Lucia.

## Wahl
Die Wahl fand am 23. November 1954 statt. Sieger war die Saint Lucia Labour Party, welche fünf der acht Sitze errang. Die Wahlbeteiligung lag bei 49,4 %.
| Partei                     | Stimmen | %    | Sitze |
| -------------------------- | ------- | ---- | ----- |
| Saint Lucia Labour Party   | 7,462   | 47.4 | 5     |
| People’s Progressive Party | 2,799   | 17.8 | 1     |
| Independents               | 5,470   | 34.8 | 2     |
| Invalid/blank votes        | 1,275   | –    | –     |
| Total                      | 17,006  | 100  | 8     |
| Registered voters/turnout  | 34,452  | 49.4 | –     |
| Source: Nohlen, PDBA       |         |      |       |